# Actinote menoetes
Actinote menoetes är en fjärilsart som beskrevs av Charles Oberthür 1917. Actinote menoetes ingår i släktet Actinote och familjen praktfjärilar. Inga underarter finns listade i Catalogue of Life.